# Listă de filme italiene din 2005
Aceasta este o listă de filme italiene din 2005:

## Lista
| 2005                                                                               |                       | |                |                                                                                               |
| Romanzo Criminale                                                                  | Michele Placido       | Kim Rossi Stuart, Anna Mouglalis, Pierfrancesco Favino, Claudio Santamaria, Stefano Accorsi                 | Criminal drama | 8 David di Donatello. Nastro d'Argento                                                        |
| Cuore Sacro                                                                        | Ferzan Özpetek        | Barbora Bobulova, Erika Blanc, Lisa Gastoni                                                                 | Drama          | 2 David di Donatello                                                                          |
| La seconda notte di nozze                                                          | Pupi Avati            | Katia Ricciarelli, Antonio Albanese, Neri Marcorè, Angela Luce, Marisa Merlini                              | Comedy         | 2 Nastro d'Argento                                                                            |
| Manuale d'amore                                                                    | Giovanni Veronesi     | Silvio Muccino, Carlo Verdone, Sergio Rubini, Margherita Buy, Jasmine Trinca, Luciana Littizzetto           | Comedy         | Fil with 4 episodes. Huge success. There's a sequel. 2 David di Donatello. 2 Nastro d'Argento |
| Saimir                                                                             | Francesco Munzi       | Mishel Manoku, Lavinia Guglielman, Anna Ferruzzo, Xhevdet Ferri                                             | Drama          |                                                                                               |
| La guerra di Mario                                                                 | Antonio Capuano       | Valeria Golino, Marco Grieco                                                                                | Drama          | David di Donatello best actress (Golino)                                                      |
| The Beast in the Heart (La bestia nel cuore)                                       | Cristina Comencini    | Giovanna Mezzogiorno, Alessio Boni, Stefania Rocca, Angela Finocchiaro, Giuseppe Battiston, Luigi Lo Cascio | Drama          | Academy Award nominee. Venice Film Festival best actress (Mezzogiorno)                        |
| Once You're Born You Can No Longer Hide (Quando sei nato non puoi più nasconderti) | Marco Tullio Giordana | Alessio Boni, Michela Cescon                                                                                | Drama          | Entered into the 2005 Cannes Film Festival                                                    |
| The Tiger and the Snow (La tigre e la neve)                                        | Roberto Benigni       | Roberto Benigni, Nicoletta Braschi, Jean Reno, Emilia Fox, Tom Waits                                        |                |                                                                                               |
| '                                                                                  |                       | |                |                                                                                               |